# Ikwerres
Els ikwerres (o ikwere) són els membres d'un subgrup ètnic igbo que viuen a la regió del Delta del Níger, al sud-est de Nigèria. Es diu que els ikwerres tenen avantpassats comuns amb els ogbes i els ekpeyes (germans Akalaka). Els tracen els seus orígens del Regne de Benín. Els ikwerres constitueixen la majoria de l'estat de Rivers, tot i que també n'hi ha a altres estats veïns. Els ikwerres parlen la llengua ikwere, una llengua que forma part de les llengües igbo. Tradicionalment són agricultors, pescadors i caçadors, però en l'actualitat, a causa de la degradació mediambiental i a la dispersió urbana associada amb l'explotació de petroli, l'agricultura i la silvicultura ha disminuït la seva productivitat i això ha tingut conseqüències en les ocupacions tradicionals dels ikwerres.
Els ikwerres tenen clans ben definits i cada clan té el seu propi cap. Els ikwerres no tenen un rei, sinó líders tradicionals aprovats pels seus membres. El territori ikwerre és ric en petroli. Tot i això, els ikwerres, com molts dels altres grups ètnics del Delta del Níger han estat marginats per les companyies petrolieres. A Ikwerrelàndia hi ha la Universitat de Port Harcourt, la Universitat de Ciència i Tecnologia de l'estat de Rivers, tres campus de l'Institut d'Educació de l'estat de Rivers i l'Institut d'Arts i Ciències de l'estat de Rivers.

## Geografia i demografia
Els ikwerres viuen a les LGAs d'Ikwerre, Port Harcourt i Obio-Akpor, a l'estat de Rivers.
Hi ha 562.000 ikwerres.

## Història

### Origen
Els ikwerres són considerats per la majoria d'investigadors com un subgrup dels igbos que viuen al sud-est de Nigèria.,
Hi ha moltes teories sobre el seu origen, tot i que la més acceptada és que els ikwerres tenen un origen igbo. Podrien ser descendents de migrants igbos de les zones d'Awka i d'orlu que van anar direcció el sud. Historiadors igbos diuen que els ikwerres són part dels igbos meridionals. Amada, un historiador igbo, diu que la teoria de l'origen igbo té suports entre els mateixos ikwerres, que s'afirmen descendents d'una migració des d'Arochukwu Igbo encapçalats pel seu líder, Okpo Nwagidi. Abans de la Guerra de Biafra, hi havia veus dissidents que afirmaven que els ikwerres podrien provenir de fora d'igboland, com podria ser el Regne de Benín. Quan Port Harcourt va ser conquerit per les forces de Nigèria durant la Guerra de Biafra i els igbos d'akltres zones d'Igboland en van fugir, un informe de les Nacions Unides afirmà que els ikwerres van afirmar que ells no eren igbos per conveniència. Els ikwerres són reconeguts com un grup separat a la Constitució de Nigèria de 1979.

## Llengua
Els ikwerres parlen la llengua ikwere, que té uns 562.000 parlants.

## Religió
El 20% dels ikwerres són cristians (el 2% dels quals són evangèlics). D'aquests, el 70% són anglicans, el 10% són protestants i el 20% pertanyen a esglésies cristianes independents. La gran majoria dels ikwerres, el 80% creuen en religions tradicioals africanes.